# Markopulo Mesojeas
Markopulo Mesojeas (gr. Δήμος Μαρκοπούλου Μεσογαίας, Dimos Markopulu Mesojeas) – gmina w Grecji, w administracji zdecentralizowanej Attyka, w regionie Attyka, w jednostce regionalnej Attyka Wschodnia. Siedzibą gminy jest Markopulo. W 2011 roku liczyła 20 040 mieszkańców.